# 1798 na ciência

## Eventos
- Isolamento do elemento químico Cromo[1][2]
- Observação ou predição do elemento químico Berílio[3]

## Nascimentos
| Data            | Nome                    | Profissão    | Nacionalidade              | Observações                                      | Ref         |
| --------------- | ----------------------- | ------------ | -------------------------- | ------------------------------------------------ | ----------- |
| 14 de fevereiro | Searles Valentine Wood  | paleontólogo | Reino Unido                | m. 1880 Medalha Wollaston 1860                   | [ 4 ]       |
| 20 de abril     | William Edmond Logan    | geólogo      | Império Britânico (Canadá) | m. 1875 Medalha Wollaston 1856 Medalha Real 1867 | [ 4 ] [ 5 ] |
| 25 de setembro  | Léonce Élie de Beaumont | geólogo      | França                     | m. 1874 Medalha Wollaston 1843                   | [ 4 ]       |

## Mortes
| Data | Nome | Profissão | Nacionalidade | Observações | Ref |
| ---- | ---- | --------- | ------------- | ----------- | --- |

## Prémios
Medalha Copley
- George Shuckburgh-Evelyn[6] e Charles Hatchett[6]